# 江波戸ミロ
江波戸 ミロ（えばと みろ、1985年12月28日 - ）は日本の元女優。東京都出身。活動時の所属事務所はエイベックス・エンタテインメント。身長は160cm、スリーサイズは80・57・80cm、靴のサイズは23.5cm。趣味は油絵、洋服製作。

## 来歴・人物
4歳からクラシックバレエを始める。高校まではバレリーナを目指していた。玉川大学芸術学部では日本舞踊を専攻し、大学卒業後「バレエを生かせる職業に尽きたい」という希望から芸能界入りする。
2008年、アコムのCM（「大切な人の目」編）に出演。JULEPSのピアノ伴奏をバックに、大きな瞳で訴えかけるCMが話題となった。
2009年NHK大河ドラマ『天地人』に新人女優としては異例の抜擢を受け、主要キャストである主人公の直江兼続の妹・きた役として出演。これはアコムのポスターを見た番組プロデューサーが彼女の"目ヂカラ"に惹かれオファーしたという。
しかし、2010年3月頃に2年ほどの活動のみで芸能界を引退。

## 出演

### ドラマ
- 音女 053「せきを切ったオトメ」・057「水に飛び込むオトメ」（2008年7月7日・7月14日、テレビ朝日）
- 怨み屋本舗SP2（2009年1月7日、テレビ東京） - アイスクリスタル 役
- 大河ドラマ 「天地人」 （2009年、NHK） - きた 役

### 映画
- コイシイヒト（2009年12月19日公開）
- ランデブー!（2010年5月15日公開）

### CM
- アコム（2008年） - イメージキャラクター
- ロッテ健康産業「飲み友」（2009年）

### PV
- ザ・ルーズドッグス「君とまた逢うために僕がすべきこと」
- KEN THE 390「届けたくて… feat. 青山テルマ」

### 舞台
- 東京俳優市場2008夏「駅〜オーバー・ザ・ヘヴン」（2008年7月、於・南青山MANDALA）

## 連載
- 週刊コミックバンチ  音楽コラム「Miro's cafe」